# RVNS Mỹ Tho (HQ-800)

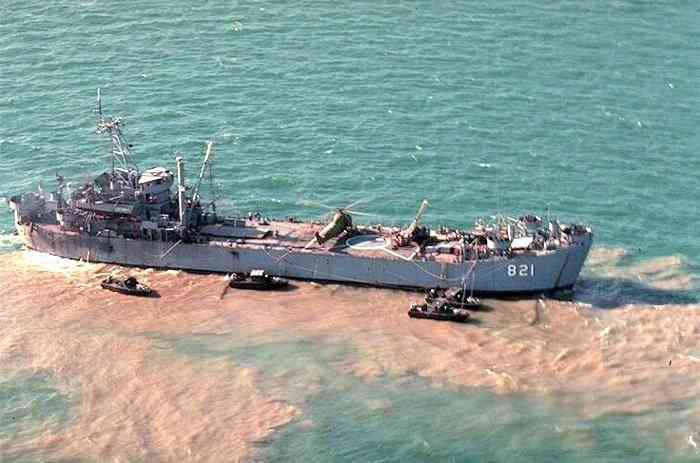
USS Harnett County (AGP-821) ở vùng biển miền Nam Việt Nam từ năm 1967-1970

RVNS Mỹ Tho HQ-800, ban đầu tàu tên là USS LST-821, sau đổi thành USS Harnett County LST-821 (đặt theo tên Harnett County, North Carolina), tiếp nữa đổi thành USS Harnett County AGP-821; thuộc lớp tàu đổ bộ LST-542. USS Harnett County LST-821, phục vụ trong cuộc Chiến tranh Thế giới lần thứ 2 và Chiến tranh Việt Nam.